# ستان تشو
ستان تشو هو سياسي كندي، ولد في 1978. حزبياً، نشط في حزب أونتاريو المحافظ التقدمي.